# Телешово (Лотошинский район)
Телешо́во — деревня в Лотошинском районе Московской области России.
Относится к Ошейкинскому сельскому поселению, до реформы 2006 года относилась к Ошейкинскому сельскому округу. Население — 15 чел. (2010).

## География
Расположена примерно в 21 км к востоку от районного центра — посёлка городского типа Лотошино, в окружении прудов Лотошинского рыбкомбината на реке Большой Сестре. В деревне 2 улицы. Ближайшие населённые пункты — деревня Кушелово и посёлок Большая Сестра.

## История
До 19 марта 1919 года входила в состав Покровской волости Клинского уезда Московской губернии, после чего была включена в состав Ошейкинской волости Волоколамского уезда.
По сведениям 1859 года в деревне было 35 дворов и проживало 317 человек (173 мужчины и 144 женщины), по данным на 1890 год проживало 169 человек.
В материалах Всесоюзной переписи населения 1926 года фигурирует село Телешово, в котором проживало 217 человек, насчитывалось 39 крестьянских хозяйств, имелась школа, располагался сельсовет, а также Северное Телешово и Южное Телешово с числом жителей — 233 и 205, количеством хозяйств — 44 и 45, соответственно.

## Население
| 1852 | 1859 | 1926 | 2002 | 2006 | 2010 |
| ---- | ---- | ---- | ---- | ---- | ---- |
| 304  | ↗317 | ↗655 | ↘14  | ↗18  | ↘15  |

## Достопримечательности

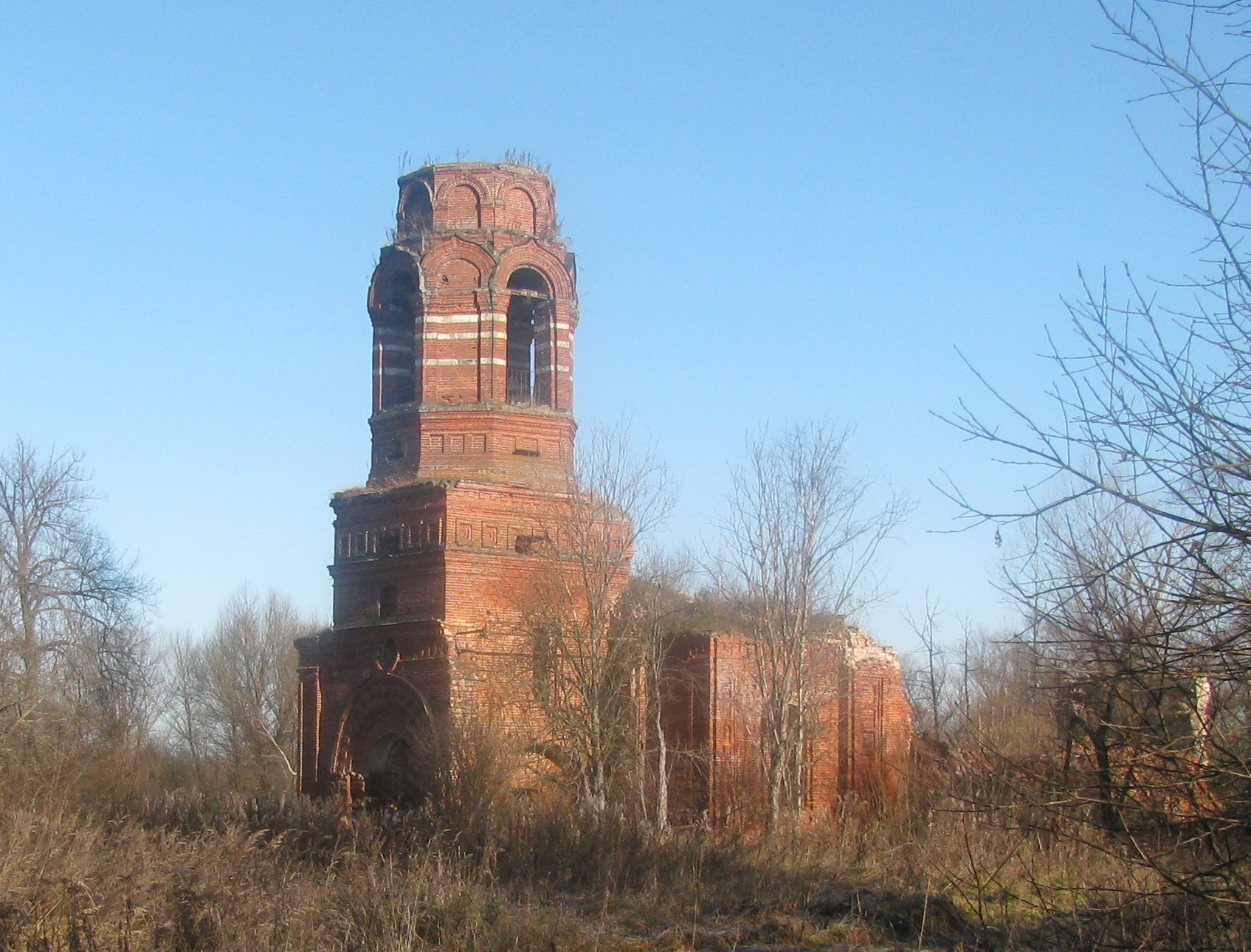
Церковь Иконы Божией Матери «Всех Скорбящих Радость». 2008 год.

В деревне находится Церковь Иконы Божией Матери «Всех Скорбящих Радость» — кирпичная пятиглавая церковь в русском стиле, являющаяся памятником архитектуры. Построена по проекту М. К. Приорова. Храм был заложен 25 июля 1909 г., строительство окончено в мае 1912 г. Богослужения прекращены в конце 1941 года, в начале 2000-х гг. обрушился главный храм, уцелела лишь колокольня.